# Ehrentitel im Budō
In den japanischen Kampfkünsten (Budō) existiert, neben dem gemeinhin bekannten modernen Dan-Graduierungssystem, noch eine weitere Form der Auszeichnung: die klassischen Ehrentitel im Budō
- Renshi (錬士)
- Kyōshi (教士)
- Hanshi (範士)
- Meijin (名人)

Diese Titel waren gedacht als einzelne Schritte auf dem Weg – Zeichen, dass ein gewisses Niveau an Können und Verständnis erreicht worden war. Sie werden nur demjenigen verliehen, der „einen spezifischen Rang innehat und außergewöhnlich in seiner Technik, in seinem Wissen und in seinem Charakter als Budōka ist“.
Nur eine Kommission von japanischen Budō-Großmeistern, die alle den Hanshi-Titel besitzen müssen, darf über die Vergabe von Budō-Titeln entscheiden.

## Geschichte
Der Dainippon Butokukai hatte als oberstes Kontrollorgan die Aufgabe, nach der Auflösung des Shōgunates durch die Meiji-Restauration die verschiedenen Kampfkünste unter einem Dach zu vereinen und sowohl zu standardisieren als auch zu kontrollieren.
Im Jahre 1902 – das Dan-System war noch nicht entwickelt – führte der Butokukai die beiden Titel Kyōshi und Hanshi für die herausragendsten japanischen Meister ein. Diese Titel entstammen alten Samurai-Adelsgraden, die vor der Meiji-Restauration von den Daimyō vergeben worden waren. 1934, nachdem auch das okinawanische Karate als japanische Kampfkunst vom Butokukai aufgenommen worden war, kam der dritte Titel Renshi, unterhalb von Kyōshi und Hanshi, dazu.
Nach dem Zweiten Weltkrieg wurden die japanischen Kampfkünste von den Siegermächten verboten und der Butokukai aufgelöst. Erst nachdem die Kampfkünste in Japan wieder erlaubt worden waren, konnten auch wieder offizielle Budō-Titel vergeben werden. Dafür ermächtigte das japanische Kaiserhaus die 1952 gegründete Nachfolgeorganisation des Butokukai, die IMAF-Kokusai Budoin, als einzige Organisation außerhalb der japanischen Regierung dazu, die Ehrentitel Renshi, Kyōshi, Hanshi und jetzt auch Meijin in allen Budō-Disziplinen zu verleihen. Neben der IMAF bekamen nur noch die japanischen Kobudō-, Kendō-, Iaidō- und Kyūdō-Verbände die Erlaubnis, die Titel Renshi, Kyōshi und Hanshi in ihren Disziplinen zu vergeben. Die Verleihung des Meijin-Titels bleibt exklusiv der IMAF vorbehalten.
Da nur in seltenen Ausnahmefällen auch Nichtjapaner Budō-Titel erhalten, haben viele Organisationen und Verbände weltweit inzwischen das System der Budō-Titel für sich übernommen und verleihen die Titel – nach mehr oder weniger hohen Anforderungen – selbst. Jedoch sind die Budō-Titel rein japanische Titel und eine japanische Auszeichnung, daher haben alle Titel, die nicht von einer der oben genannten (und explizit von der japanischen Regierung bzw. dem Kaiserhaus autorisierten) Organisationen verliehen worden sind, keinen offiziellen Charakter.
Im Folgenden werden die Mindestanforderungen der IMAF (bezüglich der Dan-Graduierung) beschrieben. Andere Verbände legen hier unter Umständen andere Maßstäbe an.

## Renshi
Die Silbe Ren (錬) bedeutet etwa „ausgefeilt, geschmiedet oder gehärtet“, „Shi“ (士) bedeutet „Person“ oder „Mensch“. Renshi (錬士) bezeichnet also einen „ausgefeilten Menschen“ oder Experten. Ein Renshi muss seit mindestens zwei Jahren Träger des 4. Dan oder höher sein.

## Kyōshi
Nachdem ein Renshi (錬士) den 6., 7. oder 8. Dan erreicht hat, kann er, wenn er außergewöhnliche Fähigkeiten (nach Definition der jeweiligen Organisation) nachgewiesen hat, den Kyoshi-Titel (教士) erhalten. Kyō (教) heißt in etwa „lehren“ und bedeutet „Lehrer“.

## Hanshi
Die wenigen Kyōshi (教士), die die höchsten Grade des 8. Dan und darüber erreicht haben und mindestens 50 Jahre alt sind, können schließlich mit dem Hanshi (範士) ausgezeichnet werden. Han (範) bedeutet so viel wie „Modell“ oder „Beispiel“.
Hanshi bezeichnet Beispiel und Vorbild für die anderen, also den Großmeister. (Vgl. auch Shihan, der sich sprachlich nicht nur durch die Vertauschung der Silben unterscheidet: während die Silbe „shi“ (士) in Hanshi „Krieger“ bedeutet, wird „shi“ (師) in Shihan (師範) mit einem anderen Schriftzeichen, das „Lehrer“ bedeutet, geschrieben; das Schriftzeichen für „han“ (範) ist in beiden Fällen dasselbe.)

## Meijin
Das Wort Meijin (名人) entstammt dem Konfuzianismus und bedeutet „vollendeter Mensch“. In der Geschichte des Budō haben insgesamt nur sechzehn Budo-Großmeister und Pioniere den Meijin-Titel erhalten (stand 2025). Es ist die höchste Auszeichnung im Budō und kann nur von der IMAF-Kokusai Budoin vergeben werden. Die Auszeichnung kann vergeben werden an Träger des 10. Dan Hanshi, die zu den herausragenden Führungspersönlichkeiten in den japanischen Kampfkünsten gehören, die sich lebenslang für die Prinzipien des Budō eingesetzt haben und durch ihr persönliches vorbildliches Beispiel der höchsten technischen Perfektion und des tiefsten geistigen Verständnisses sowie durch immerwährende vielfältige Anstrengungen zur Entwicklung und Verbreitung des Budō-Gedanken in der ganzen Welt beigetragen haben.

### Träger des Meijin-Titels
| Name              | Disziplin     | Lebensdaten |
| ----------------- | ------------- | ----------- |
| Ito Kazuo         | Judo          | 1898–1974   |
| Itoh Takasue      | Judo          | 1897–1981   |
| Mifune Kyūzō      | Judo          | 1883–1965   |
| Nakayama Hakudō   | Kendō         | 1873–1958   |
| Ōtsuka Hironori   | Karatedō      | 1892–1982   |
| Ota Tsugiyoshi    | Iaidō         | 1892–1984   |
| Shioda Gōzō       | Aikidō        | 1915–1994   |
| Takano Hiromasa   | Kendō         | 1900–1987   |
| Yamaguchi Katsuo  | Iaidō         | 1917–2006   |
| Tose Keiji        | Iaidō         | 1924–2010   |
| Shizuya Satō      | Nihon Jujutsu | 1929–2011   |
| Hirokazu Kanazawa | Karatedō      | 1931–2019   |
| Kazuo Sakai       | Karatedō      | 1930–2016   |
| Tadanori Nobetsu  | Karatedō      | 1935–2023   |
| Terukata Kawabata | Kobudō        | 1940–       |
| Ikuo Higuchi      | Karatedō      | 1941–       |